# بريت ويلر
بريت ويلر (بالإنجليزية: Brett Wheeler)‏ مواليد 21 نوفمبر 1971 في أديلايد، هو لاعب كرة سلة أسترالي معتزل. بدأ مسيرته الاحترافية في سنة 1991. اعتزل اللعب في 2007.

## المسيرة الاحترافية
لعب مع أديليد ثيرتي سيكسترز في الدوري الأسترالي من سنة 1991 إلى 1997، ثم لعب مع برث وايلدكاتز في موسم 2003–2004، ثم لعب مع سيدني كينجز في الدوري الأسترالي من سنة 2004 إلى 2006، ثم لعب مع أديليد ثيرتي سيكسترز في موسم 2006–2007.